# مجلس الوزراء الكويتي 1999
مجلس الوزراء الكويتي 1999 أو الحكومة الكويتية التاسعة عشر أو حكومة سعد العبد الله العاشرة هي الوزارة رقم 19 في تاريخ دولة الكويت منذ الاستقلال عام 1961، تشكّلت في تاريخ 13 يوليو 1999، برئاسة ولي العهد الكويتي - آنذاك - الشيخ سعد العبد الله السالم الصباح، واستمرت حتى 29 يناير 2001.

## التشكيلة الوزارية
- رئيس الوزراء: سعد العبد الله السالم الصباح
- نائب أول لرئيس مجلس الوزراء ووزير الخارجية: صباح الأحمد الجابر الصباح
- نائب رئيس مجلس الوزراء ووزير الدفاع: سالم صباح السالم الصباح
- نائب رئيس مجلس الوزراء ووزير الدولة لشؤون مجلس الوزراء ووزير الدولة لشؤون مجلس الأمة: محمد ضيف الله شرار
- وزير المالية ووزير المواصلات: أحمد العبد الله الأحمد الصباح
- وزير العدل: سعد جاسم يوسف الهاشل
- وزير الإعلام: سعد محمد بن طفلة العجمي
- وزير النفط: سعود الناصر الصباح
- وزير دولة للشؤون الخارجية: سليمان ماجد الشاهين
- وزير الكهرباء والماء ووزير الدولة لشؤون الإسكان ووزير الأوقاف والشؤون الأسلامية: عادل خالد صبيح الصبيح
- وزير التجارة والصناعة ووزير الشؤون الاجتماعية والعمل: عبد الوهاب محمد الوزان
- وزير الأشغال العامة: عيد هذال سعود الرشيدي
- وزير التخطيط ووزير الدولة لشؤون التنمية الإدارية: محمد ابطيحان الدويهيس
- وزير الصحة: محمد أحمد الجارالله
- وزير الداخلية: محمد الخالد الحمد الصباح
- وزير التربية ووزير التعليم العالي: يوسف حمد الإبراهيم